# Jonas Henriksen
Jonas Henriksen (født 6. marts 1991) er en dansk fodboldspiller, der spiller for FC Helsingør. Henriksen spiller angriber.

## Karriere

### FC København
Tidligt i sin karriere var Jonas Henriksen tilknyttet F.C. København, hvor han opnåede spilletid med førsteholdet i en enkelt træningskamp i februar 2010.

### Lyngby BK
I sommeren 2010 skrev Henriksen en treårig kontrakt med Lyngby BK. Inden han underskrev kontrakten havde han spillet flere træningskampe og Superligakampe for klubben. Hans debut for klubben i Superligaen var i 2010 mod Silkeborg IF.
I sommeren 2013 fik Henriksen ikke forlænget kontrakten med Lyngby BK, hvorefter han skiftede til 1. divisionskonkurrenterne AB.

### Akademisk Boldklub
I sommeren 2013 indgik Henriksen en toårig kontrakt med AB i 1. division. Den 23. juni 2015 forlængede Jonas Henriksen sin kontrakt med Akademisk Boldklub med et år.

### FC Helsingør
Henriksen skiftede den 12. juni 2017 til FC Helsingør, der netop var rykket op i Superligaen. Her skrev han under på en toårig kontrakt gældende frem til 30. juni 2019.